# Premio del Sindicato de Guionistas 1956
La 9.ª edición de los Premios del Sindicato de Guionistas de Estados Unidos otorgados a los mejores guionistas de cine y televisión de 1956. Los ganadores fueron anunciados en 1957.

## Nominados y ganadores[2]

### Cine
Los ganadores están listados primero y en negritas.
| Mejor Guion en Musical - The King and I – Ernest Lehman; basado en el libro de Oscar Hammestein II⭐ - Carousel – Phoebe Ephron y Henry Ephron; basado en el libro de Oscar Hammerstein II - High Society – John Patrick; basado en la obra de Philip Barry - Meet Me in Las Vegas – Isobel Lennart - The Eddy Duchin Story – Samuel A. Taylor; argumento de Leo Katcher | Mejor Guion Dramático - Friendly Persuasion – Michael Wilson; basado en la novela de Jessamyn West⭐ - Baby Doll – Tennessee Williams - Giant – Fred Guiol y Ivan Moffat; basado en la novela de Edna Ferber - Somebdoy Up There Likes Me – Ernest Lehman; basado en la autobiografía de Rocky Graziano - The Rainmaker – N. Richard Nash; basado en la obra de N. Richard Nash |
| Mejor Guion de Comedia - Around the World in 80 Days – James Poe, John Farrow y S. J. Perelman; basado en la novela de Julio Verne⭐ - Bus Stop – George Axelrod; basado en la obra de William Inge - Full of Life – John Fante; basado en la novela de John Fante - The Solid Gold Cadillac – Abe Burrows; basado en la obra de George S. Kaufman y Howard Teichmann - The Teahouse of the August Moon – John Patrick; basado en la novela de Vern J. Sneider y la obra de John Patrick | |

### Televisión
| Antología dramática, 30 Minutos de duración - Telephone Time (Episodio: The Golden Junkman) – Donald S. Sanford; argumento de John Nesbitt⭐ - Alfred Hitchcock Presents (Episodio: Back for Christmas) – Francis M. Cockrell; argumento de John Collier - Frontier (Episodio: The Salt War) – Morton S. Fine y David Friedkin - Frontiers of Faith (Episodio: Lawyer from Boston) – Morton Wishengrad - Schlitz Playhouse (Episodio: The Bankmouse) – Lowell Barrington | Drama, 60 Minutos o más de duración - Playhouse 90 (Episodio: Requiem for a Heavyweight) – Rod Serling⭐ - Climax! (Episodio: The Fox) – Dale Wasserman - Conflict (Episodio: Silent Journey) – Dean Riesner y Roy Huggins - Lux Video Theatre (Episodio: The Sentry) – John Gay - Studio One in Hollywood (Episodio: Portrait of a Citizen) – Norman Katkov - Studio One in Hollywood (Episodio: A Special Announcement) – David Aldrich - The United States Steel Hour (Episodio: A Wind from the South) – James Costigan |
| Episodio dramático, 30 minutos - Medic (Episodio: She Walks in Beauty) – Ken Kolb⭐ - Father Knows Best (Episodio: The Great Guy) – Roswell Rogers - Gunsmoke (Episodio: The Big Broad) – David Victor y Herbert Little Jr.; argumento de John Meston - Gunsmoke (Episodio: The Guitar) – Sam Peckinpah; argumento de John Meston - The Adventures of Rin Tin Tin (Episodio: The White Buffalo) – Douglas Heyes                                                          | Comedia de situación, 30 minutos de duración - The Honeymooners (Episodio: The $99,000 Answer) – Leonard Stern y Sydney Zelinka⭐ - Father Knows Best (Episodio: The Spirit of Youth) – Dorothy Cooper - Private Secretary (Episodio: Oh Brother!) – Phil Davis - Screen Directors Playhouse (Episodio: The Carroll Formula) – John L. Greene - The Red Skelton Hour (Episodio: The Cop and the Anthem) – Sherwood Schwartz y Jesse Goldstein                                                                               |

### Premios Especiales
| Premio Laurel para el Logro de Guion en Cine | Premio Laurel para el Logro de Guion en Cine |
| -------------------------------------------- | -------------------------------------------- |
| Billy Wilder, Charles Brackett               |                                              |